# 向里瑞
向里瑞（1558年—1620年），一作向里端、吳賴瑞，是琉球國第二尚氏王朝尚寧王時期的三司官。和名浦添親方朝師，號梅岳。他是向氏小祿御殿二世尚弘業（浦添王子朝喬）的第六子，第二尚氏王朝第三代國王尚真王曾孫，也是尚寧王的叔父。
尚寧王繼位之後，向里瑞任三司官。任內主張對日強硬。1609年薩摩藩入侵琉球國，向里瑞的三子出兵抵抗，在戰鬥中被殺。首里城陷落時，向里瑞同尚寧王一起被擄至鹿兒島。1611年，尚寧王歸國之時，向里瑞被薩摩藩扣作人質，並由毛鳳儀（池城親方安賴）取代其三司官職務。直到1616年，向里瑞才被赦還。1620年病逝，享年61歲。

## 家族
- 父：尚弘業（浦添王子朝喬，向氏小祿御殿二世）
- 母：思乙金（號慈光。父為豐見城王子尚源道）
  - 兄（長子）：尚懿（與那城王子朝賢，尚寧王之父）
  - 兄（次子）：向秉義（豐見城按司朝重）
  - 兄（三子）：尚弘德（羽地王子朝元，羽地御殿元祖）
  - 兄（四子）：向秉禮（勝連按司朝久）
  - 兄（五子）：向秉知（勝連按司朝綱）
  - 妹（長女）：世治新君按司　（童名不詳，嫁吳啓元（國頭親方先元））
  - 妹（次女）：君清良按司　（童名不詳，嫁馬順德（國頭按司正格））
  - 妹（三女）：君加那志按司　（童名不詳，嫁安波根親方）
- 妻：向月溪（童名眞加戸樽，向廷棟（見里按司朝復）之女）
- 子：
  - 真かる（真刈）
  - 真山戶（又名真大和）
  - 百千代（百千代）
  - 向鶴齡（國頭親方朝致。1622年[3]至1636年[4]任三司官）
  - 向克昌（與那城親雲上朝牧）
  - 向鶴躚（浦添親方朝利。1636年至1641年[5]任三司官）
  - 浦添親方朝守（娶尚久第五女真宇志金・花城按司加那志。）
  - 向鶴翔（奧間親方朝充。童名思五郎。向氏真壁家元祖[6]）

## 登場作品
- 《琉球之風》，1993年NHK大河劇，演員：津嘉山正種（配音：平良進）

## 腳注
1. ↑  《中山世譜》及《中山王府相卿傳職年譜》皆作「向里端」。
2. ↑  吳賴瑞一名，見於《歷代寶案·卷18 （页面存档备份，存于）》。
3. ↑  《中山世譜·卷八·尚豐王》：（天啟二年）向鶴齡繼法司毛繼祖而任法司。
4. ↑  《中山世譜·卷八·尚豐王》：（崇禎九年）本年，向鶴躚繼法司向鶴齡而任法司。
5. ↑  《中山世譜·卷八·尚賢王》：是年（崇禎十四年），章邦彥繼向鶴躚而任法司。
6. ↑  向氏真壁家家譜[永久]